# Metopius anxius
Metopius anxius är en stekelart som beskrevs av Wesmael 1849. Metopius anxius ingår i släktet Metopius och familjen brokparasitsteklar. Arten är reproducerande i Sverige. Inga underarter finns listade i Catalogue of Life.